# Estout d’Estouteville
Estout ou Estold d’Estouteville († 13 octobre 1423) est successivement abbé de Cerisy, du Bec et de Fécamp au XVe siècle.

## Famille
Il est le fils de Jean d'Estouteville († 1356), seigneur de Torcy et d'Estoutemont et de Jeanne de Fiennes. Son oncle est Robert de Fiennes, connétable de France. Ses frères sont Thomas († 1394), évêque de Beauvais et Guillaume († 1414), évêque d'Évreux, Lisieux et Auxerre. Il est un parent  du cardinal Guillaume d'Estouteville.

## Biographie
Religieux de Fécamp, il est docteur en droit canon.
Estout d’Estouteville est abbé de Cerisy de 1385 à 1388. Il est ensuite abbé du Bec en 1388, charge qu'il résigne en 1391. Il est le 23e abbé de Fécamp, de 1390 à 1423.
Il prête serment de fidélité le 23 juin 1392 à Saint-Germain-en-Laye au roi Charles VI.
Il nomme un procureur pour le représenter au concile de Pise qui voit l'élection de l'antipape Alexandre V.
Quand le roi d'Angleterre Henri V prend Fécamp, il refuse de lui prêter serment. Il se retire dans son château de Fontaine-le-Bourg. Les biens en Angleterre de l'abbaye de Fécamp sont accordés par charte à Thomas Langley, évêque de Durham.
Il meurt le 13 octobre 1423. Il est enterré dans la nef de l'abbatiale de Fécamp.

## Armoiries
Ses armes sont Burelé d'argent et de gueules de dix pièces au lion de sable armé, lampassé et couronné d'or, brochant sur le tout..